# Solund
Solund és un municipi situat al comtat de Vestland, Noruega. Té 785 habitants (2016) i la seva superfície és de 228,25 km². El centre administratiu del municipi és la població de Hardbakke.